# 東平安名岬

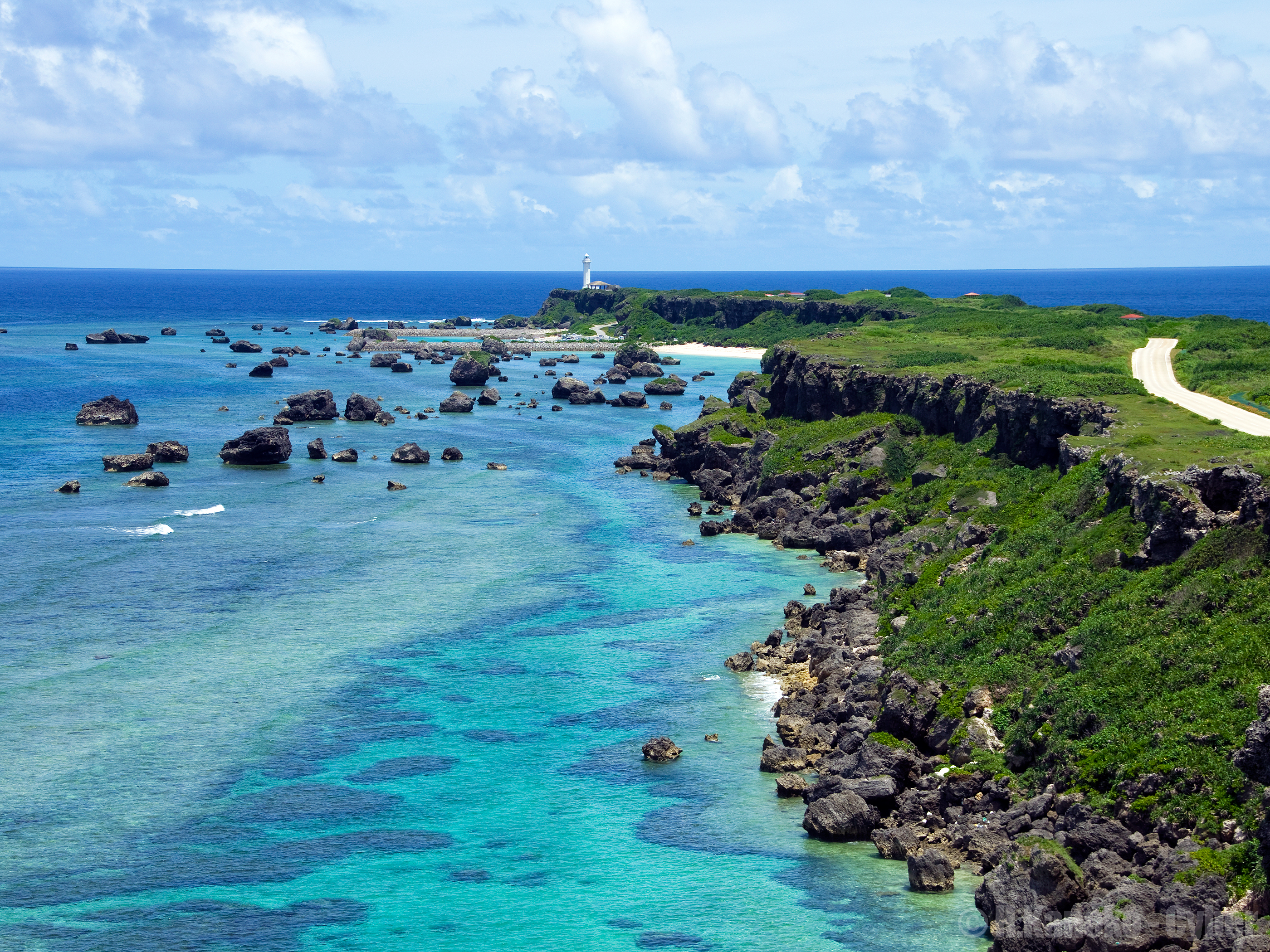
東平安名岬

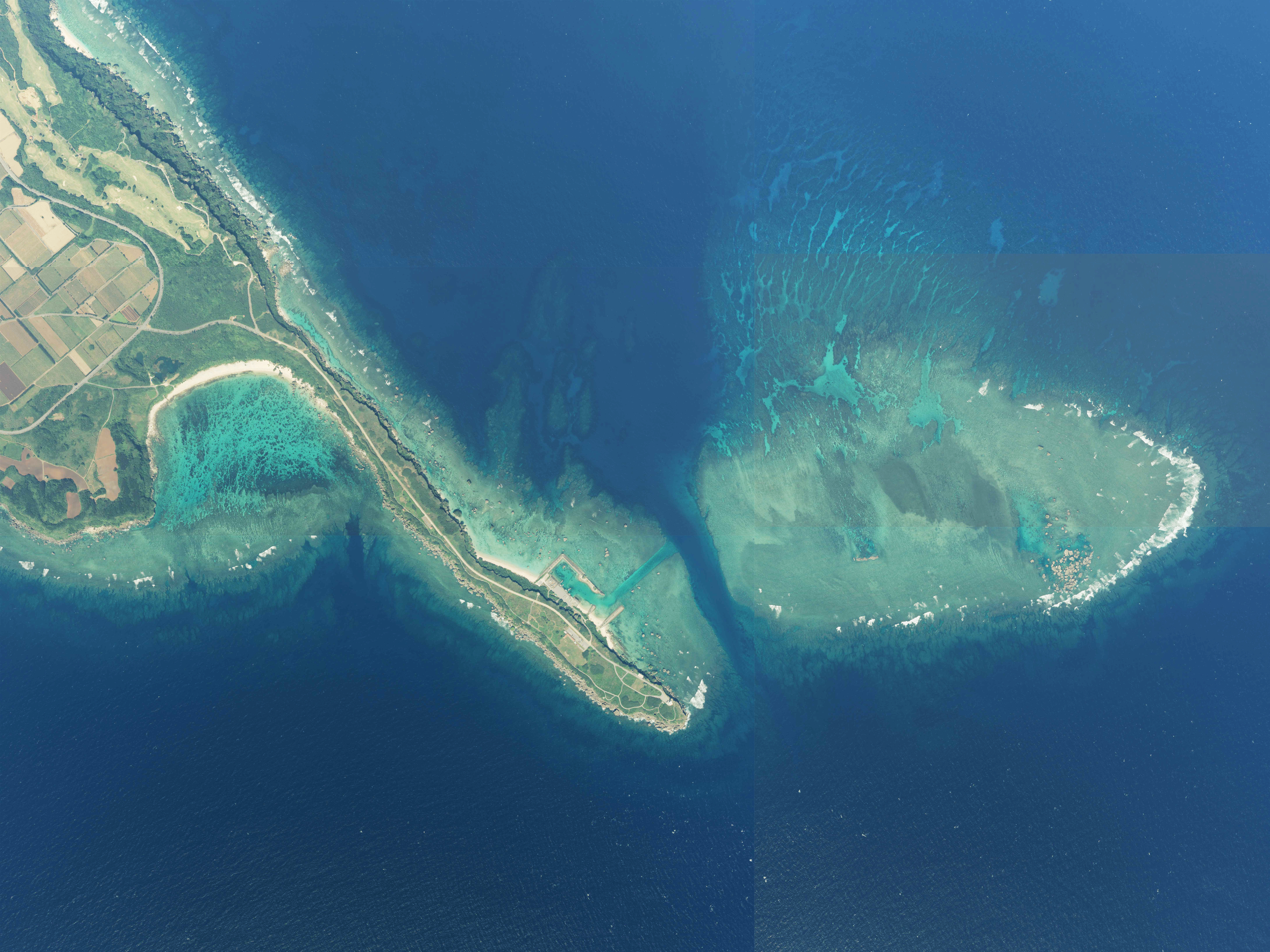
東平安名岬とパナリ岩礁（2019年撮影）

東平安名岬（ひがしへんなざき）は、沖縄県宮古島市城辺字保良に位置し、太平洋及び東シナ海に面する岬である。宮古島の南東端で、同島を代表する観光地のひとつとなっている。東平安名崎とも書く。

## 概要
宮古島の南東端から南東方向に突き出た、長さ約2km、幅最大250m、標高約20mの細長い岬である。琉球石灰岩のカルスト地形であり、岬の上面は平坦であるが、随所に洞穴やウバーレといった凹地形がみられ、周囲は海食崖に囲まれている。基部から中央部にかけての幅は約120-180mとほぼ一定であるが、中央部から先端部にかけては200-250mに広がっている。
周辺の海域にはサンゴ礁が発達しており、岬の東方約1kmにはパナリ岩礁や離干瀬等と呼ばれる東西約2km、南北約1kmにわたる楕円状の離礁が形成されている。岬の先端付近の海岸には最大径6-8mの巨岩が散在するほか、パナリ岩礁にも岩塊が点在する。これらの巨岩は1771年（明和8年）の八重山地震の津波（明和の大津波）やそれ以前の地震の津波で運ばれてきた津波石であると考えられている。
岬の上には強風が吹き寄せるため高木は育たず、テンノウメやイソマツを中心とした風衝地特有の植物群落が形成されており、1980年（昭和55年）に「東平安名崎の隆起珊瑚礁海岸風衝植物群落」として沖縄県の天然記念物に指定されている。1979年の調査によれば、東平安名岬には65科222種の高等植物が生育している。また、4月から5月にかけてはテッポウユリが岬一帯で咲き乱れ、観光名物となっている。
岬の先端に平安名埼灯台（海抜43メートル、光達18海里、1967年（昭和42年）初点灯）が設置されている。この灯台は参観灯台で、内部を見学し、上に登ることができる。灯台の上からは周囲320度が海なので水平線が丸く見え、眺望が良いため初日の出の名所にもなっている。
2007年（平成19年）2月6日に「東平安名崎」として国の名勝に指定された。2011年（平成23年）にはパナリ岩礁を含む周辺海域が名勝に追加指定され、2014年（平成26年）には灯台の敷地が追加指定された。一帯は東平安名崎公園として整備されており、日本の都市公園100選に選定されている。なお、ガイドブックなどでは日本百景のひとつとして紹介されていることもあるが、実際には日本百景には選定されていない。
岬の北東側に保良漁港がある。

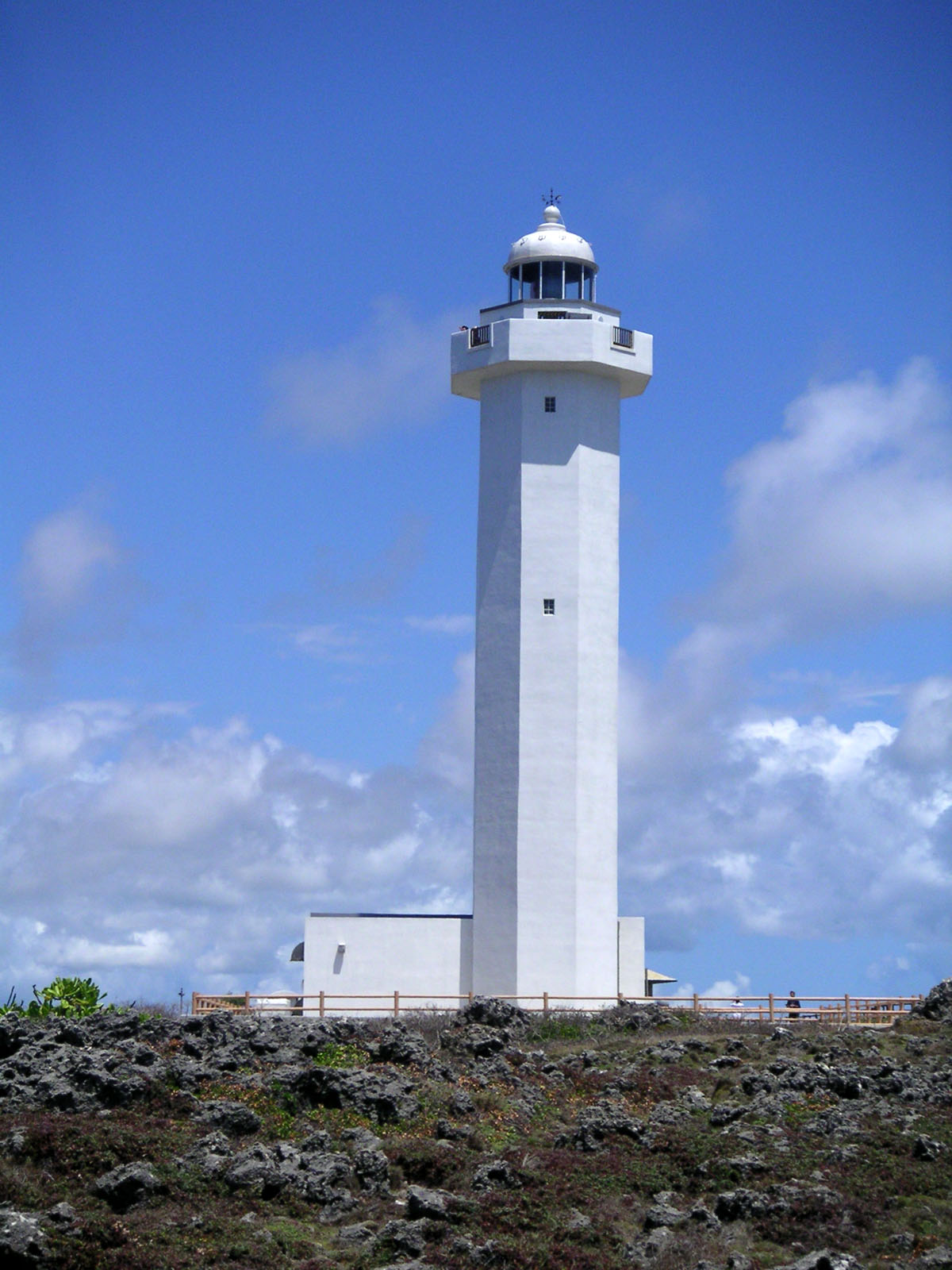
平安名埼灯台
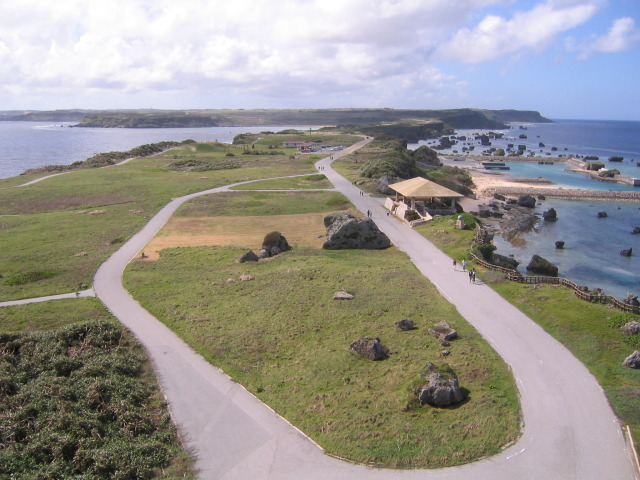
先端の平安名埼灯台から東平安名岬を見返す
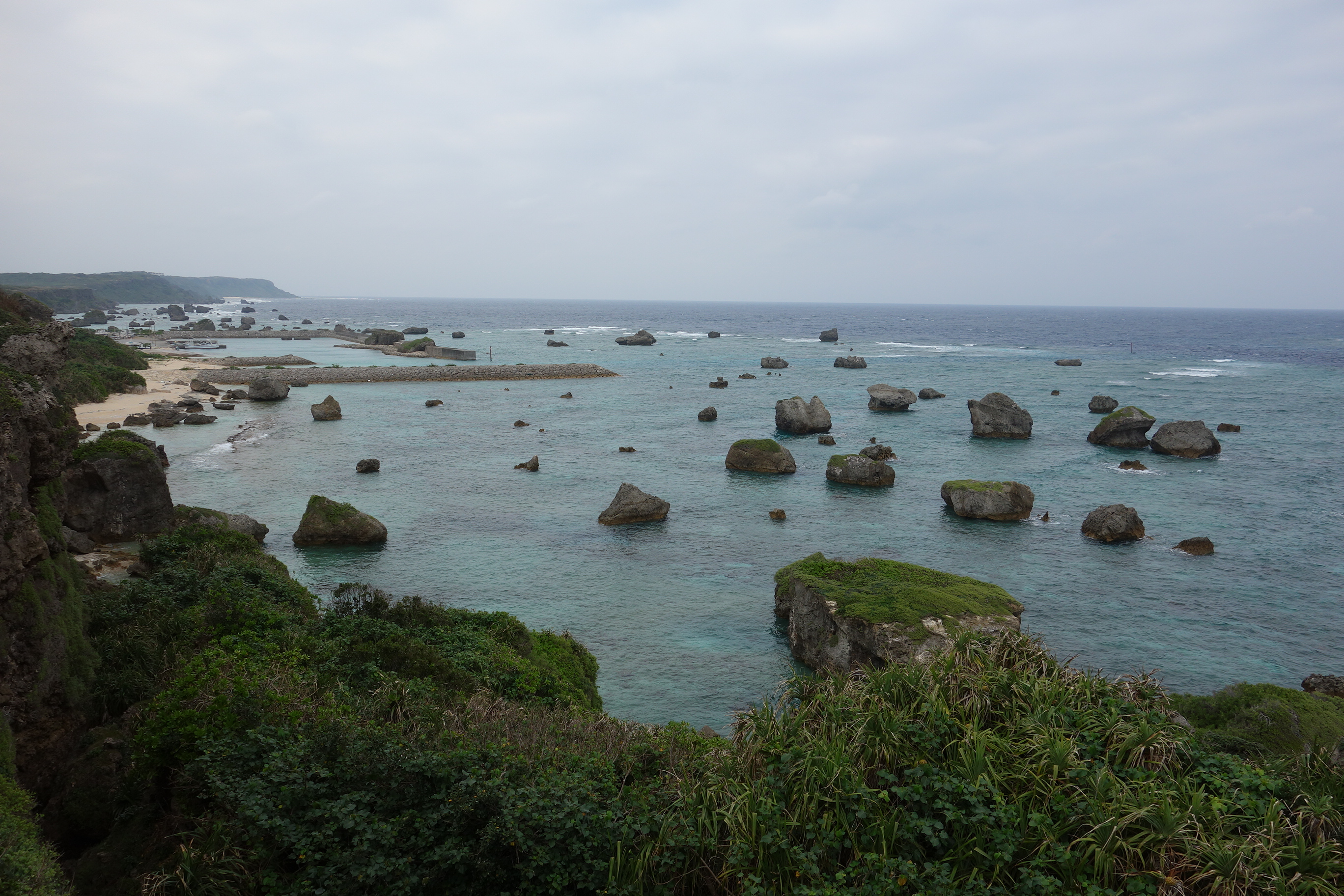
岬の海岸近くに点在する巨岩

## 名称
かつてこの岬と宮古島の北西端にある西平安名岬とは、いずれも「ぴゃうなざき」と呼ばれていた。細長く延びる形が「パウ」（蛇）に似ていることがその由来であるとする説がある。1644年の『正保国絵図』や1647年の『宮古八重山両島絵図帳』には、東平安名崎が「百名崎」、西平安名崎が「ひゃんな崎」と記されている。
その後、2つの岬は東西を冠して区別されるようになった。その時期は不詳であるが、1894年（明治27年）に発行された『日本水路誌』第2巻ではこの岬が「平安名埼」と記され「ヒヤンナ」の読みが付されている一方、1911年（明治44年）4月10日付の琉球新報の記事には「東平安名岬」という記載がみられ、1923年（大正12年）発行の「宮古郡島地図」では2つの岬がそれぞれ「東平安名崎」及び「西平安名崎」とされている。
東のことを宮古語（宮古方言）や沖縄語（沖縄方言）では「あがり」（太陽が上がる方角であることから）等というので、「東平安名崎」は地元では「あがりぴゃうなざき」と呼ばれている。また、沖縄方言では「あがりへんなざき」となる。

## 伝承

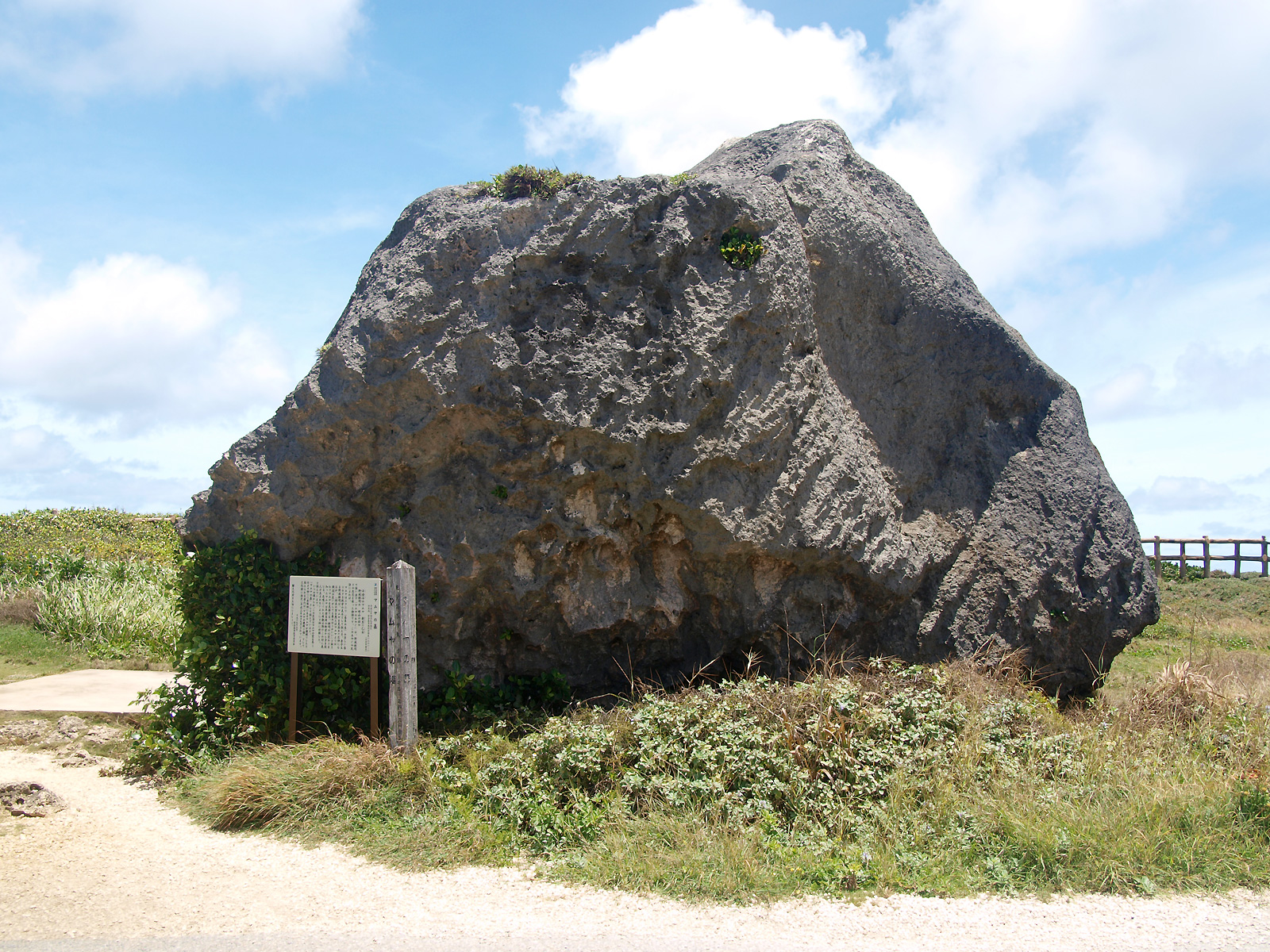
マムヤの墓

### マムヤの墓
マムヤは岬の付け根にあった保良村（保良元島）に住んでいた娘で、ニフニリという香草の芳香を放つ絶世の美女であったと伝えられている。ある時、魚を取りに来た野城按司に見初められ恋仲になるが、妻子持ちであった野城按司は結局、妻を選び、マムヤは裏切られてしまう。マムヤはこの岬の断崖の中腹にある岩穴にこもって機織りに励み、上布を織り上げると、断崖から身を投じて命を絶ったという。
灯台の近くにはマムヤの墓（岩陰墓）と伝えられる巨岩があり、機を織ったと伝えられる岩穴や屋敷跡とともに、宮古島市の史跡に指定されている。1911年（明治44年）4月10日付の琉球新報には、「此岬の東端に高さ三丈、巾四丈許の巨石北向にして横はれり。これ百年前傾国の美人とて有名なりしマモヤの墓なりという。目下棺と遺骨とは残れり」との記事があり、この記事によれば、当時、マムヤの墓には棺と遺骨が残っていたことになる。

### パナリ御嶽
岬の東方のパナリ岩礁にはパナリ御嶽という御嶽があったと伝えられている。1705年の『御嶽由来記』には、「離君あるず」という女神を祭神とし、船守の神として崇敬されていた旨が記されている。
この岩礁はもとは東平安名岬と地続きで、パナリ村という村があったという伝承がある。昔、ティダガナス（太陽神）が降りてきてその村の娘と親しくなり、子供が生まれた。しかし、ある時、ティダガナスは、子守が子供をあやす子守唄を聞いて怒ってしまい、パナリ村を踏みつけると、パナリ村は折れて南へ流れて来間島になったという。

## 入場協力金
2021年（令和3年）12月から、地元の保良自治会が、利用者から300円以上の入場協力金を募っている。
支払いは任意であるが、プレハブ小屋を設置し、職員を常駐させて協力を呼びかけたため、「半強制的」、「威圧感を感じる」等の批判が集まり、宮古島市にも苦情が寄せられた。宮古島市は2年目の許可にあたって、人を立たせないことを条件としており、2022年（令和4年）12月時点では、無人で募金箱が置かれるだけになっている。

## 交通
- 沖縄県道83号保良西里線

## 関連記事
- 西平安名岬